# Форлі (аеропорт)
Міжнародний аеропорт Форлі (IATA: FRL, ICAO: LIPK), також відомий як аеропорт Луїджі Рідольфі (італ. Aeroporto di Forlì - "L. Ridolfi") — аеропорт у Форлі, місті в регіоні Емілія-Романья на півночі Італії. Він обслуговує Емілію-Романью, східну Тоскану, зокрема столичну Болонью та Рів'єру Ріміні. Названий на честь італійського льотчика Луїджі Рідольфі. З 2018 року ним керує нова операційна компанія F.A.

## Історія
Міжнародний аеропорт Форлі від самого початку існування носив ім'я Луїджі Рідольфі та був присвячений Беніто Муссоліні до Другої світової війни. Муссоліні народився в сусідньому містечку Предаппіо.
29 березня 2013 року аеропорт було закрито через відсутність Jet-A палива відповідно до Notam B1624/13. Керуючу компанію SEAF Sp А., визнано банкрутом. ENAC, авіаційна адміністрація, оголосила тендер на експлуатацію аеропорту. Подання були розглянуті представниками місцевих, регіональних і загальноєвропейських урядів, а також міністром транспорту та інфраструктури Мауріціо Лупі. Уряд одностайно підтримав подання компаній Aviacom Sr L., Robert L Halcombe як Адміністратор, Lotras Sp А. та Siem S.r.L., які спільно утворили Air Romagna Sp А.
Тридцятирічну концесію було надано 28 вересня 2014 року Air Romagna Sp. В. За нової адміністрації в 2016 році основна увага була зосереджена на реструктуризації діяльності авіації загального призначення, а в 2017 році — на запровадженні чартерних перевезень і регулярних авіаліній. Цільовою територією впливу комерційних пасажирів повинні були стати Північна Європа та Скандинавія, великі міста на захід, до Європейського Союзу та на схід, до Росії. Також, через альянси, наміром було зв'язатися з ринками Північної Америки.
Аеропорт Форлі раніше використовувався Wizz Air, але авіакомпанія скасувала всі рейси. 27 березня 2011 року компанія Wind Jet переїхала до сусіднього аеропорту Ріміні, а потім залишила і останній, незабаром після цього подала заяву на адміністрування. Ryanair здійснював рейси з Форлі до низки європейських міст, таких як Лондон-Станстед і Франкфурт-Хан, поки у 2008 році не переїхав до сусіднього аеропорту Болоньї. Однак 2022 року ірландська компанія повернулась до Форлі.

## Інфраструктура
Аеропорт розташований на висоті 28 метрів над середнім рівнем моря. Він має одну злітно-посадкову смугу з напрямком 12/30 з асфальтовим покриттям розміром 2 560 на 45 м. Об'єкт модернізовано до навігаційної категорії III(b) у 2016 році. У червні 2014 року було завершено будівництво автомагістралі, яка забезпечує прямий під'їзд до магістральної магістралі A-14, що прямує з півночі на південь.
Зараз проектується нове приміщення терміналу, у якому використовуються лише відновлювані та низьковуглецеві матеріали. Старе обладнання, що працює на викопному паливі, поступово виводиться з експлуатації, а його замінюють електромобілі. Електроенергію, яка споживається в аеропорту, заплановано отримувати з чистих відновлюваних джерел. Аеропорт залишив за собою право вимагати відновлюваних або перероблених матеріалів і транспортних засобів, що працюють на відновлюваних джерелах енергії, у всіх субконцесіях (такі як послуги харчування, сміття тощо).
Міжнародний аеропорт Форлі також є домівкою для трьох великих авіаційних університетів і навчальних закладів, які обслуговують ENAV (школа аеронавігації та управління повітряним рухом), ENAC (підготовка пілотів і кабінного екіпажу), а також сертифікація та попереднє навчання технічного обслуговування літаків. Так само він залучив технічне обслуговування та виробництво цивільних безпілотників, а також перший загальноєвропейський авіаційний та аерокосмічний бізнес-інкубатор.

## Авіакомпанії та напрямки
Наступні авіакомпанії пропонують регулярні та чартерні рейси в аеропорту:
| Авіакомпанія | Пункт призначення                                                                                       |
| ------------ | --- |
| AeroItalia   | Закінф, Катанія, Мальта, Трапані Сезонний: Альгеро, Бріндізі, Ламеція-Терме, Лампедуза, Неаполь, Ольбія |
| Albawings    | Тирана                                                                                                  |
| Ryanair      | Катовіце, Палермо                                                                                       |

## Статистика
Див. джерело запитів Вікіданих та джерела.

## Транспорт
Аеропорт Форлі розташований лише за 4 км від центру міста та дуже близько до національної траси SS9 «Via Emilia».
Залізнична станція Форлі розташований приблизно за 5 км від аеропорту, і мандрівники можуть дістатись автобусом № 7 START Romagna (Fiera-Stazione FS-Airport-Ronco), який курсує кожні 15–30 хвилин у будні та суботу та 120 хвилин у неділю та святкові дні. Поїздка займає 14 хвилин.